# Chess Life
«Чесс лайф» (англ. Chess Life) — ежемесячный шахматный журнал, официальный орган Шахматной федерации США. Начал издаваться в 1946 году в городе Нью-Уинсор (штат Нью-Йорк). Редактор — Ф. Элли, консультант — А. Бисгайер. Ведущие постоянных рубрик — Л. Эванс, П. Бенко, Э. Меднис, Э. Солтис и другие. В 1946—1960 выходил как издание газетного типа: первоначально дважды в неделю, затем ежемесячно; состоял из 8-12 страниц. В ноябре 1969 слился с журналом «Чесс ревью», и переименован в журнал «Chess Life & Review», который стал выходить ежемесячно. С вновь 1980 издаётся под первоначальным названием.
Рекламировался как «Самый читаемый шахматный журнал в мире».

## История
Шахматная федерация США (USCF) была создана 27 декабря 1939 года. В 1945 и 1946 годах были опубликованы первые ежегодные книги USCF, а в 1946 году начал издаваться «Чесс лайф» в виде газеты, выходящей раз в две недели, обычно на восьми или двенадцати страницах. В 1961 году Фрэнк Брэди превратил её в журнал. В 1969 году «Чесс лайф» объединилась с «Чесс ревью», другим ведущим шахматным журналом США. Журнал издавался под названием «Чесс лайф энд ревью», начиная с ноябрьского номера 1969 года до 1980 года, когда он вернулся к названию «Чесс лайф».